# Minas de Corrales
Minas de Corrales és una localitat de l'Uruguai, ubicada a l'est del departament de Rivera.
Es troba 153 metres sobre el nivell del mar.

## Població
Té una població aproximada de 3.444 habitants.
| Any  | Població |
| ---- | -------- |
| 1963 | -        |
| 1975 | 1.377    |
| 1985 | 2.426    |
| 1996 | 2.938    |
| 2004 | 3.444    |

Font: Institut Nacional d'Estadística de l'Uruguai

## Govern
L'alcalde és Jesús Cuadro da Rosa.